# MIM-14 Nike Hercules
MIM-14 Nike Hercules – amerykański rakietowy system ziemia-powietrze.

## Charakterystyka
System MIM-14 Nike Hercules wszedł do uzbrojenia w 1959 i był pierwszym rakietowym systemem przeciwlotniczym dalekiego zasięgu. Jego głównym przeznaczeniem była osłona dużych rejonów administracyjnych, politycznych, ekonomicznych i ważnych obiektów wojskowych. Rakieta była napędzana silnikiem na paliwo stałe, miała długość 12,14 m, średnicę 0,8-0,876 m, rozpiętość skrzydeł 1,88 m i ważyła 4,868 tony. Przenosiła jedną głowicę odłamkowo-burzącą T45 o wadze 510 kg lub głowicę termojądrową W31 o mocy do 20 kT. Mogła przechwytywać cel w odległości 150 km na pułapie 46000 m. Prędkość rakiety wynosiła 3,7 Ma. 
Do 1964 roku wyprodukowano około 25000 tych pocisków w trzech wersjach A, B i C. Stanowiły wyposażenie 174 dywizjonów rakietowych rozmieszczonych na terytorium USA. W Europie system został rozmieszczony w Belgii, Danii, Grecji, Holandii, RFN, Norwegii, Turcji i we Włoszech oraz w amerykańskich bazach wojskowych. 
W 1989 roku został wycofany z użycia i zastąpiony systemem rakietowym MIM-104 Patriot.